# شعله عدسی

طرح نمایشی از شعله عدسی

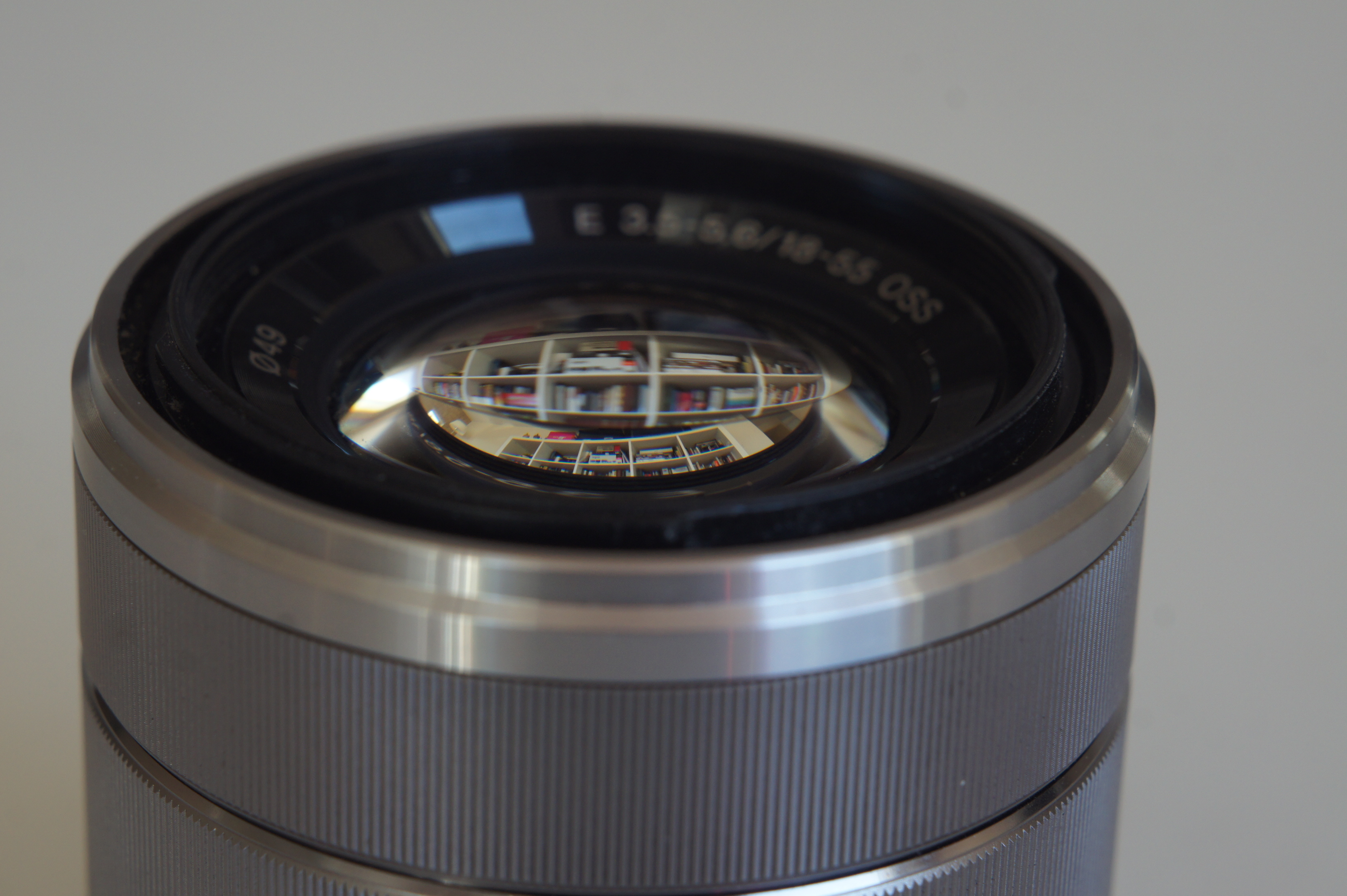
نوری که از یک زاویه تند وارد می‌شود، ممکن است بین سطوح عدسی‌ها «به دام افتاده» و منعکس شود.

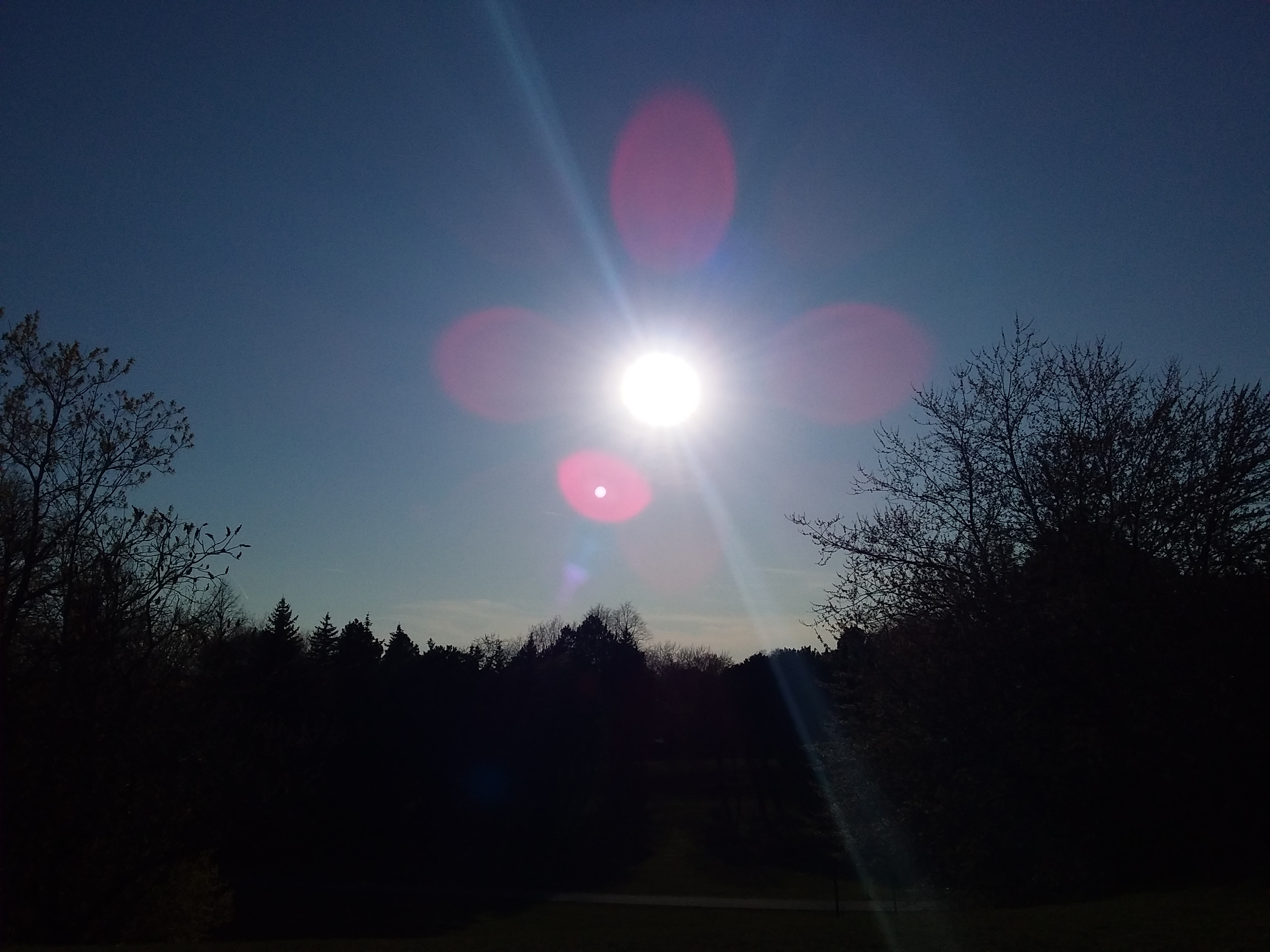
شعله عدسی

شعله عدسی زمانی اتفاق می‌افتد که نور در سیستم عدسی پراکنده یا شعله‌ور می‌شود. این اتفاق در اکثر مواقع در اثر نور شدید، و گاهی نیز به سبب وجود یک عنصر نامطلوب در تصویر ایجاد می‌شود. این اتفاق بر اثر پراکندگی نور در مکانیسم تصویربرداری و توسط خود سیستم اتفاق می‌افتد. به عنوان مثال از طریق بازتاب داخلی و پراکندگی پیشرو که ناشی از کیفیت پایین مواد تشکیل دهنده عدسی اتفاق می‌افتد. دستگاه‌هایی مانند عدسی زوم که تعداد زیادی از عناصر تشکیل دهنده را شامل می‌شود، بیشتر به مشکل شعله عدسی برمی‌خورند؛ زیرا رابط‌های بیشتری دارند و احتمال پراکندگی داخلی نور در آنها بیشتر است. این مکانیسم‌ها با مکانیسم تولید تصویر متمرکز، که به پرتوهای ناشی از شکست نور از خود سوژه بستگی دارد، متفاوت است.
دو نوع شعله عدسی وجود دارد: مصنوعات قابل مشاهده، و تابش خیره کننده در تصویر. تابش خیره کننده باعث می‌شود تصویر «شسته شده» به نظر برسد و دلیل آن کاهش کنتراست و اشباع رنگ (افزودن نور به نواحی تاریک تصویر و افزودن رنگ سفید به مناطق اشباع شده و کاهش اشباع آن‌ها) است. مصنوعات معمولاً ظاهری مشابه دریچه دیافراگم دارد و زمانی تشکیل می‌شوند که مسیر نوری عبوری از عدسی شامل یک یا چند بازتاب از سطوح مختلف لنز باشد.
اصولاً شعله عدسی توسط منابع نوری بسیار روشن ایجاد می‌شود و معمولاً هنگام هدف‌گیری به سمت خورشید (زمانی که خورشید در قاب است یا لنز به سمت خورشید است) اتفاق می‌افتد. در این گونه موارد شعله عدسی با استفاده از آفتابگیر عدسی یا با ایجاد سایه مصنوعی کاهش می‌یابد. برای سیستم‌های نوری با کیفیت خوب و برای اکثر تصاویر (که نور روشنی به لنز نمی‌تابد)، شعله‌ور شدن یک اثر ثانویه است که به‌طور گسترده در سراسر تصویر پخش می‌شود و بنابراین قابل مشاهده نیست، اگرچه کنتراست را کاهش می‌دهد.

## تجلی

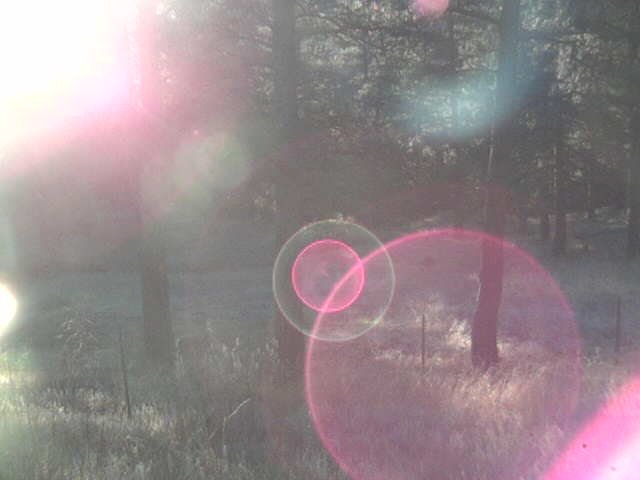
شعله‌های مختلف در لنز دوربین مدار بسته

توزیع فضایی شعله عدسی معمولاً به صورت چندین ستاره، حلقه یا دایره در که در یک راستا قرار دارند و در سراسر تصویر کشیده شده‌اند ظاهر می‌شود. الگوهای شعله عدسی معمولاً به‌طور گسترده در سراسر صحنه پخش می‌شوند و با حرکت دوربین نسبت به منابع نور، مکان شان تغییر می‌کند، در امتداد خط واصل لنز و نور قرار می‌گیرند و زمانی که دوربین از منبع نوری فاصله می‌گیرد کم‌کم محو می‌شوند تا جایی که دیپر شعله ای ایجاد نمی‌کند. توزیع فضایی معمول در شعله به شکل دریچه ای که تصویر تشکیل شده از آن عبور کرده بستگی دارد. به عنوان مثال، اگر لنز دارای دیافراگم ۶ پره باشد، شعله ممکن است الگوی شش ضلعی داشته باشد.
در چشم انسان نیز یک چنین پراکندگی نوری داخلی وجود دارد و در هنگام مشاهده نورهای بسیار روشن یا سطوح بسیار بازتابنده، به شکل تابش نامطلوب ظاهر می‌شود. در برخی موقعیت‌ها، مژه‌ها نیز می‌توانند بی‌نظمی‌هایی مانند شعله ایجاد کنند، گرچه از نظر فنی این آثار را می‌توان پراش در نظر گرفت.
هنگامی که یک منبع نور روشن به لنز می‌تابد اما در میدان دید آن نیست، شعله عدسی به صورت مهٔ ظاهر می‌شود که تصویر را شسته و کنتراست را کاهش می‌دهد. با ایجاد سایه برای عدسی توسط آفتابگیر عدسی می‌توان از این امر جلوگیری کرد. در استودیوها، دیوارک یا مجموعه ای از درهای بارن را می‌توان به منبع نور وصل کرد تا از تابیدن مستقیم نور به دوربین جلوگیری کند. به علاوه می‌توان یک سری از فیلترها را به لنز دوربین متصل کرد که شعله عدسی را به حداقل برساند؛ این روش برای عکاسان فضای باز مفید است.
در سینماتوگرافی آنالوگ، هنگام استفاده از لنز آنامورفیک، شعله عدسی می‌تواند خود را به صورت خطوط افقی نشان دهد. این اثر را می‌توان در چراغ‌های جلوی اتومبیل‌ها در صحنه‌های تاریک مشاهده کرد و ممکن است به عنوان بخشی از «نگاه فیلم» مورد نظر متبادر شود.

## استفاده عمدی

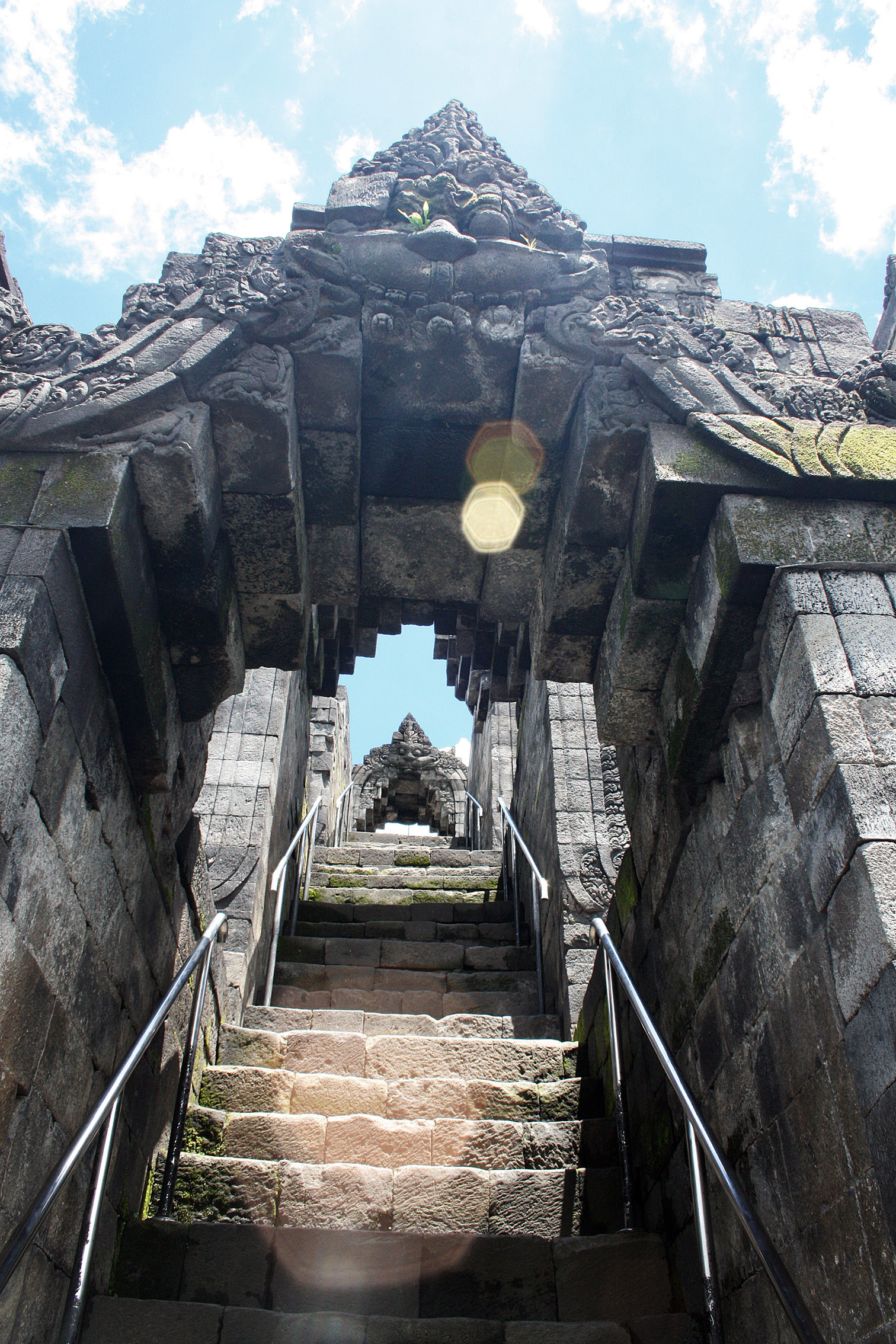
شعله عدسی در پله‌های بوروبودور برای تأکید بر حس بالا رفتن

از شعله عدسی به‌طور خاص به منظور القای حس درام استفاده می‌شود. شعله عدسی زمانی مفید است که به ترکیب تصویر مصنوعی یا اصلاح شده اضافه شود و حس واقع گرایی را القا کند. به این معنی که تصویر، یک عکس اصلی ویرایش نشده از یک صحنه «زندگی واقعی» است در صورتی که درواقعا چنین چیزی نیست.
به هر دوی این دلایل (که دلالت بر واقع گرایی و/یا درام دارد) شعله عدسی مصنوعی یک اثر متداول در برنامه‌های ویرایش گرافیکی مختلف به حساب می‌آید. اگرچه استفاده از آن بدین منظور محل اختلاف بین طراحان گرافیک حرفه ای است. شعله عدسی یکی از اولین جلوه‌های ویژه ای بود که برای گرافیک کامپیوتری ساخته شد زیرا می‌توان آن را با استفاده از وسایل نسبتاً ساده ایجاد کرد. افکت‌های شعله‌مانند اولیه، به‌عنوان مثال در بازی‌های رایانه‌ای و ویدیویی، می‌توانند با استفاده از ستارگان ثابت یا متحرک، حلقه‌ها و بافت‌های دیسکی که بر اساس موقعیت منبع نور جابه‌جا می‌شوند، به دست آیند. تکنیک‌های رندر پیچیده‌تر بر اساس ردیابی پرتو یا نگاشت فوتونی توسعه یافته‌اند.
سینماگران هالیوود معمولاً از شعله لنز اجتناب می‌کردند، اما هنگام فیلمبرداری Easy Rider (1969)، هریسون آرنولد مجبور شد ماشین دوربین را برای گروه آری خود به گونه ای تغییر دهد، که در تصویربرداری اثر رد موتور سیکلت در منظره‌های جنوب غربی ایالات متحده شعله‌های لنز متعدد ایجاد شود.
جی جی آبرامز کارگردان با هدف قرار دادن منابع نوری قدرتمند خارج از دوربین به سمت لنز، شعله‌های لنز متعددی را به فیلم‌های خود پیشتازان فضا (۲۰۰۹) و سوپر ۸ (۲۰۱۱) اضافه کرد.
دیوید بوید، مدیر فیلمبرداری مجموعه علمی تخیلی فایرفلای، به قدری طالب این سبک بود (به تلویزیون دهه ۱۹۷۰ بازمی‌گردد)، که لنزهای پیشرفته ای را که شعله عدسی را کاهش می‌دادند را پس فرستاد و از لنزهای ارزان‌تر استفاده کرد.

## سایر اَشکال شعله عکاسی

### شعله فیلتر
استفاده از فیلترهای عکاسی می‌تواند باعث شعله عدسی، به ویژه ارواح نورهای روشن (تحت وارونگی مرکزی) شود. این را می‌توان با استفاده نکردن از فیلتر از بین برد، و با استفاده از فیلترهای با کیفیت بالاتر یا دیافراگم باریکتر کاهش داد.

### پراش در دوربین‌های دیجیتال
یکی از انواع شعله، مختص دوربین‌های دیجیتال است. با تابش خورشید بر روی یک عدسی محافظت نشده، گروهی از رنگین کمان‌های کوچک تشکیل می‌شوند. این مصنوع در اثر پراش داخلی حسگر تصویر ایجاد می‌شود که مانند یک توری پراش عمل می‌کند. بر خلاف شعله واقعی لنز، این آرتیفکت در چشمی دوربین دیجیتال SLR قابل مشاهده نیست و اجتناب از آن را دشوارتر می‌کند.

## نگارخانه

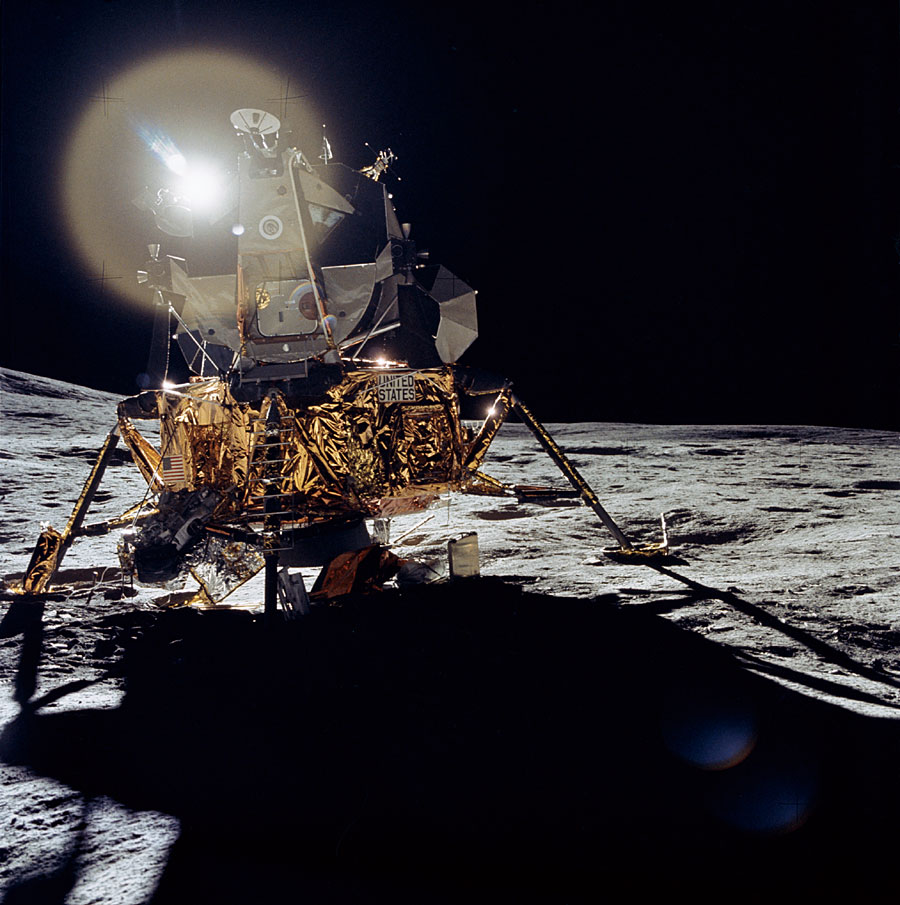
عکسی از یک ماژول قمری آپولو با اثر شعله عدسی. علاوه بر شعله آشکار در اطراف خورشید، مصنوعات نوری در سمت پایین راست نیز ناشی از شعله عدسی هستند.
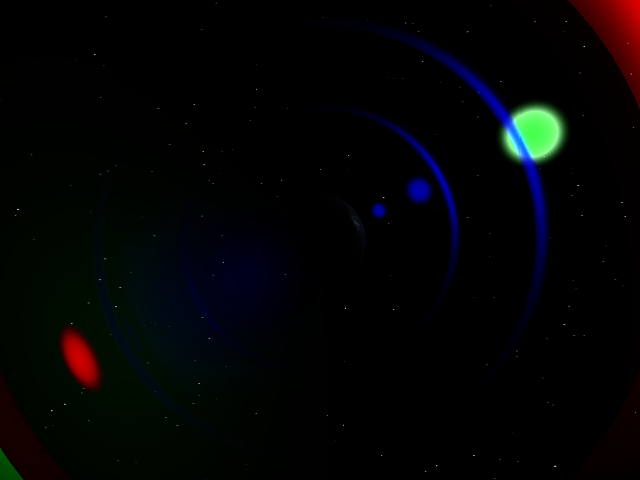
نمونه ای از شعله عدسی مصنوعی، که ممکن است در یک فیلم انیمیشن یا بازی ویدیویی استفاده شود.
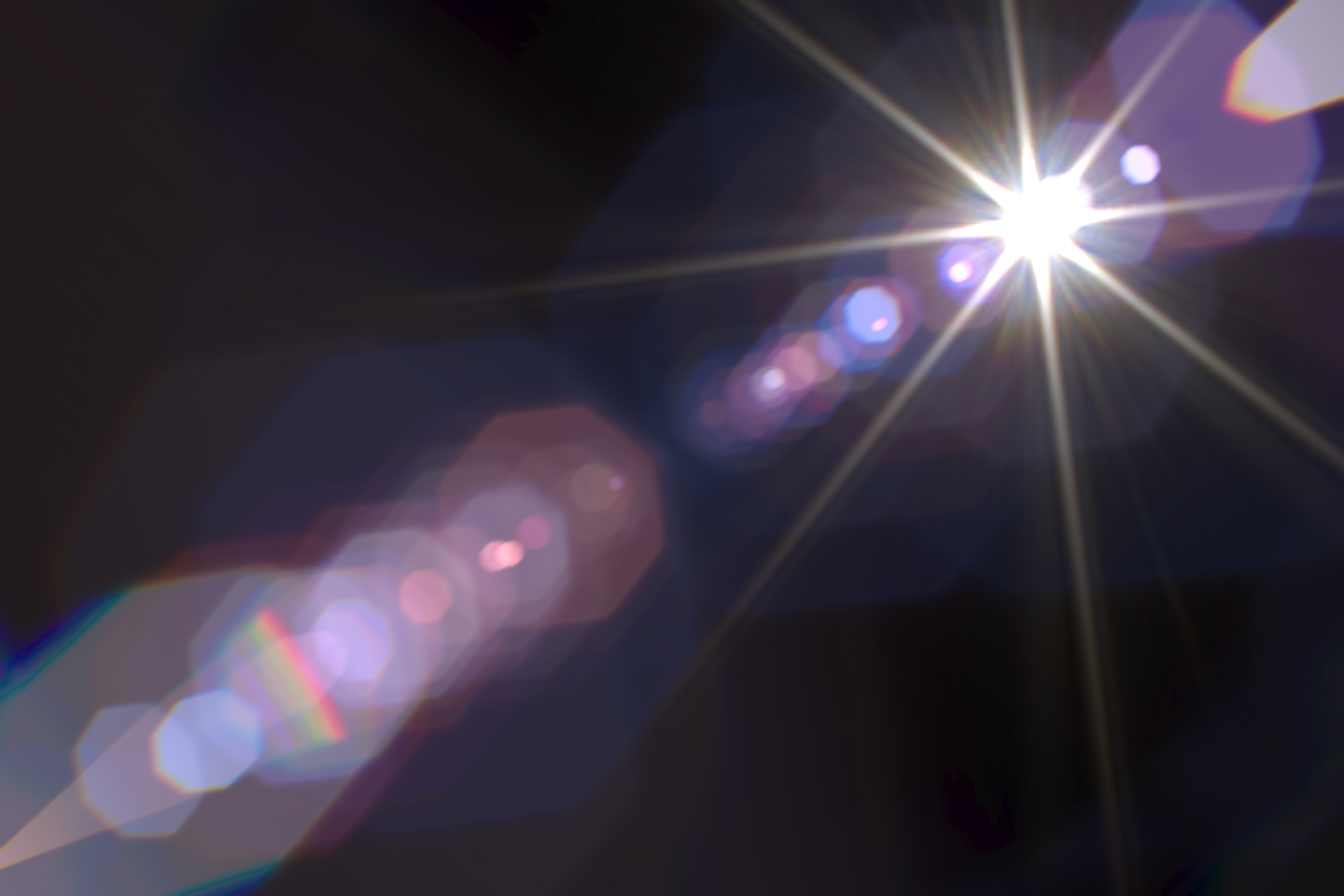
رندر با شعله عدسی با استفاده از تکنیک اخیر
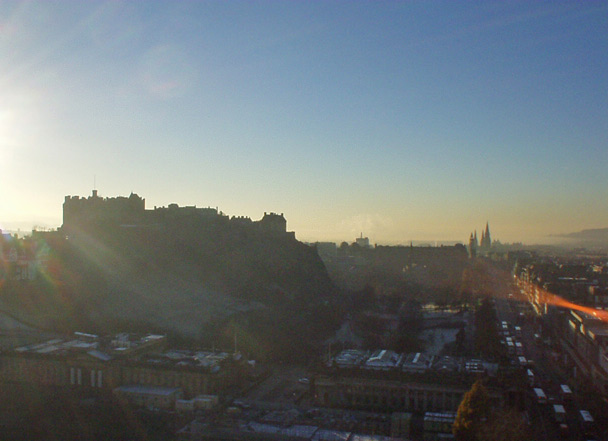
کنترل شعله عدسی زمانی که منبع نور درخشانی مانند خورشید درست خارج از کادر باشد بسیار دشوار است.
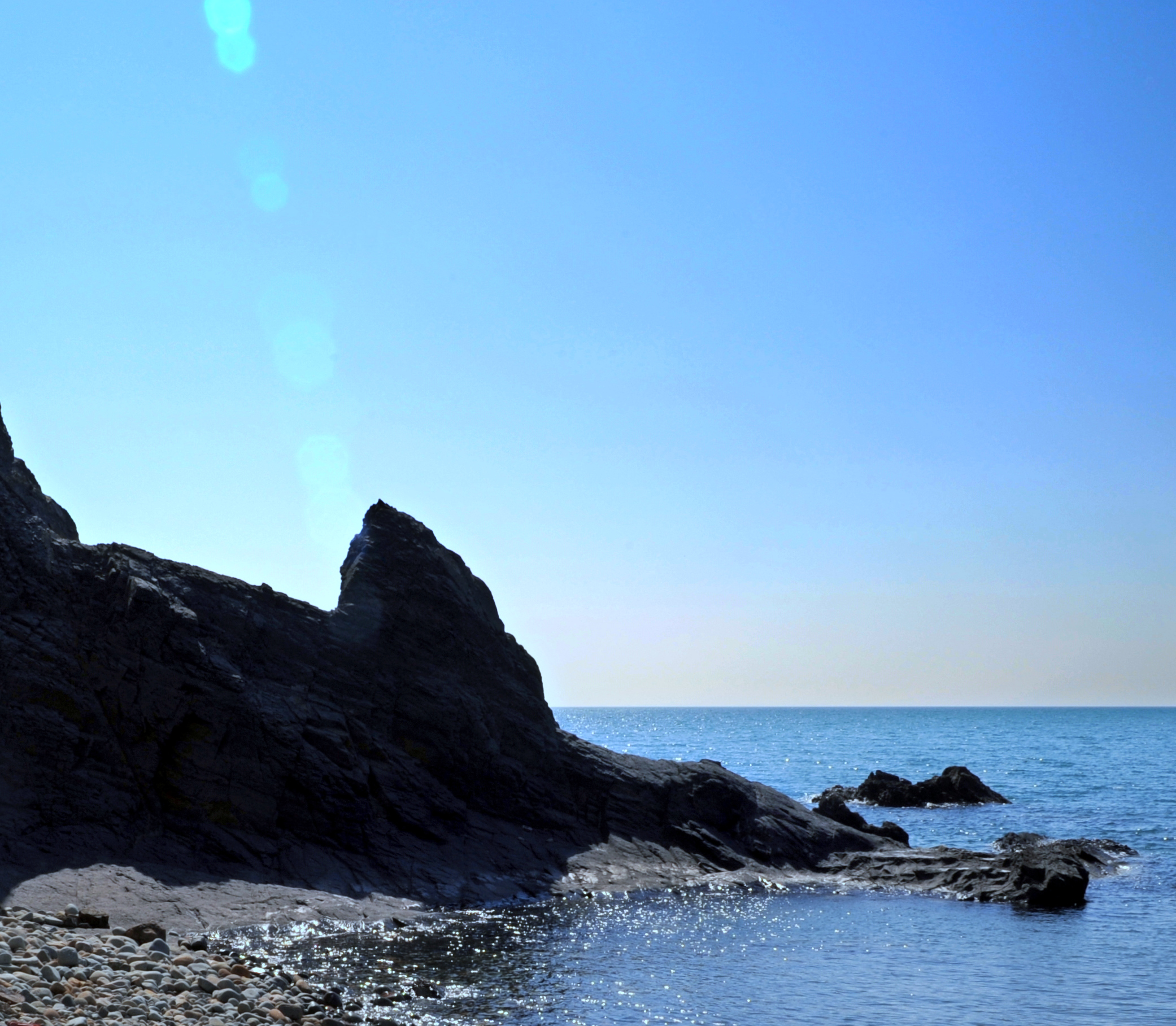
شعله عدسی - خورشید خارج از کادر است.
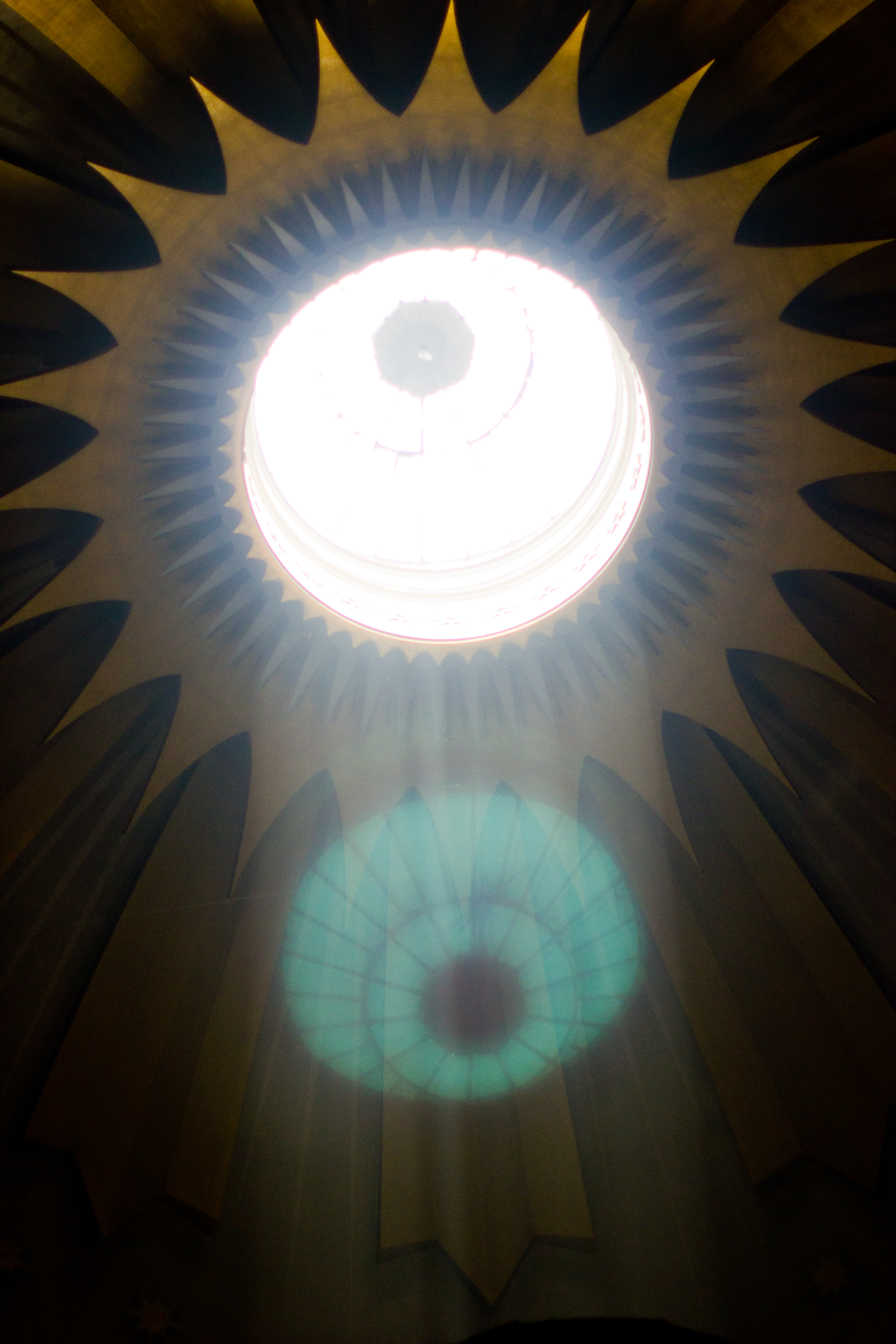
گنبد روتوندا کلیسای مقبره مقدس، اورشلیم
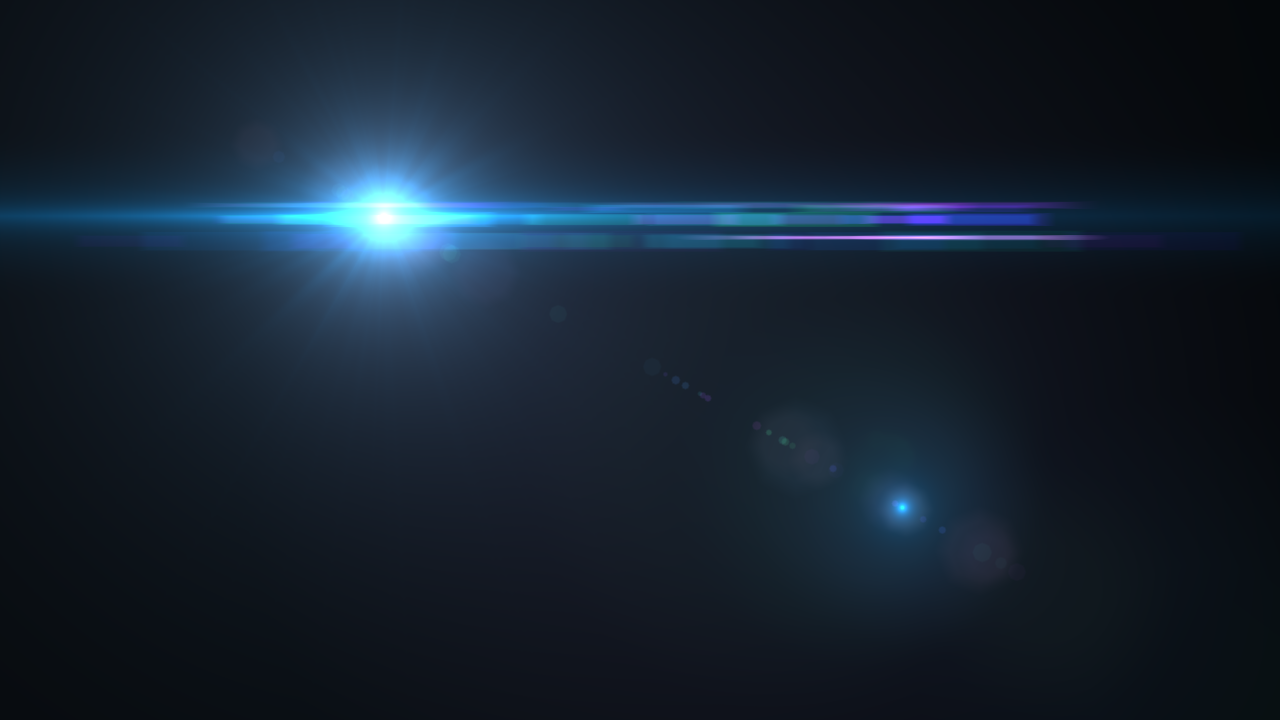
معمولاً استفاده از لنزهای آنامورفیک با شعله عدسی همراه است و اغلب در تولید فیلم استفاده می‌شود.
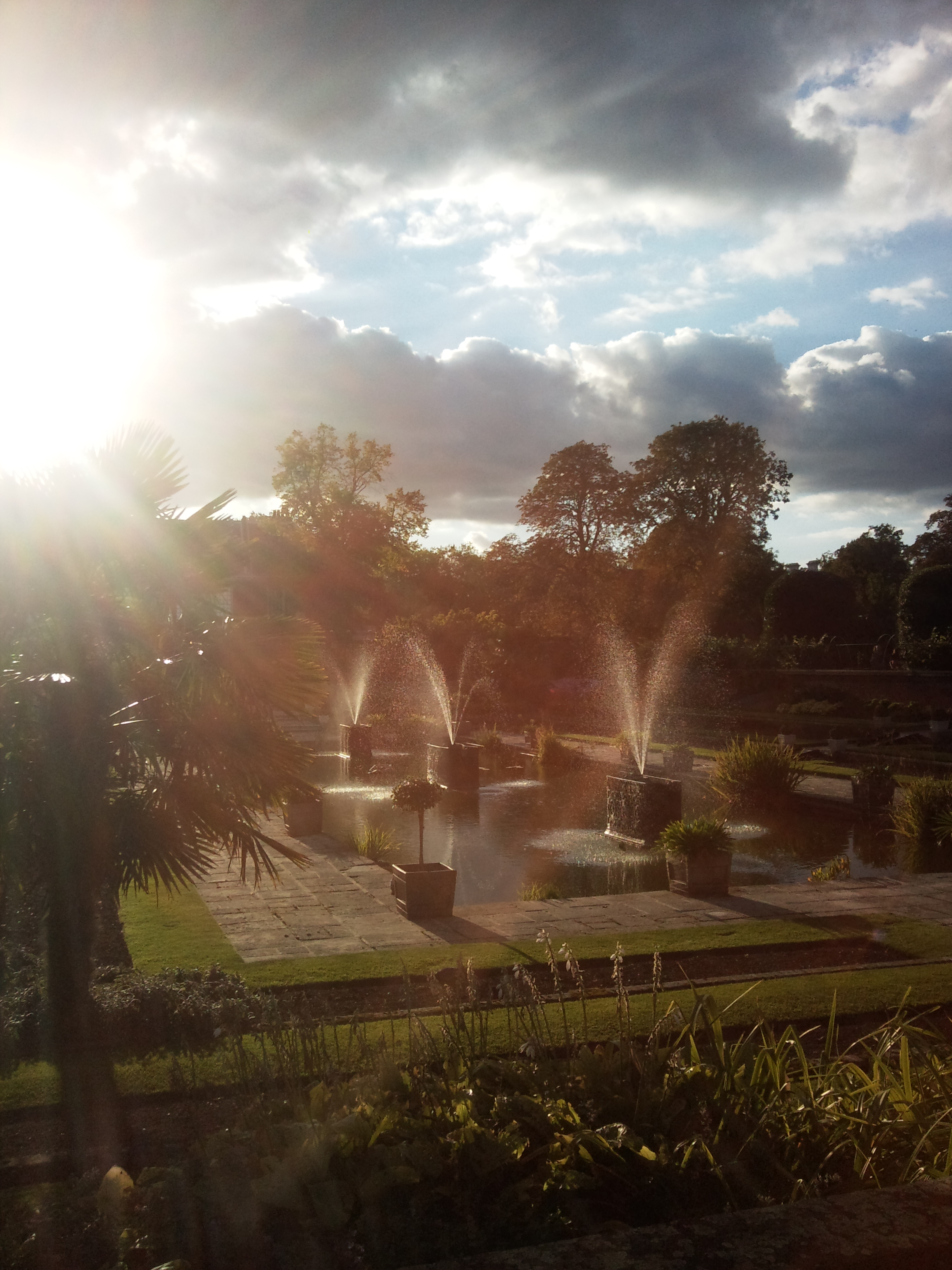
نمونه شعله عدسی در تصویر باغ کنزینگتون - لندن، انگلستان
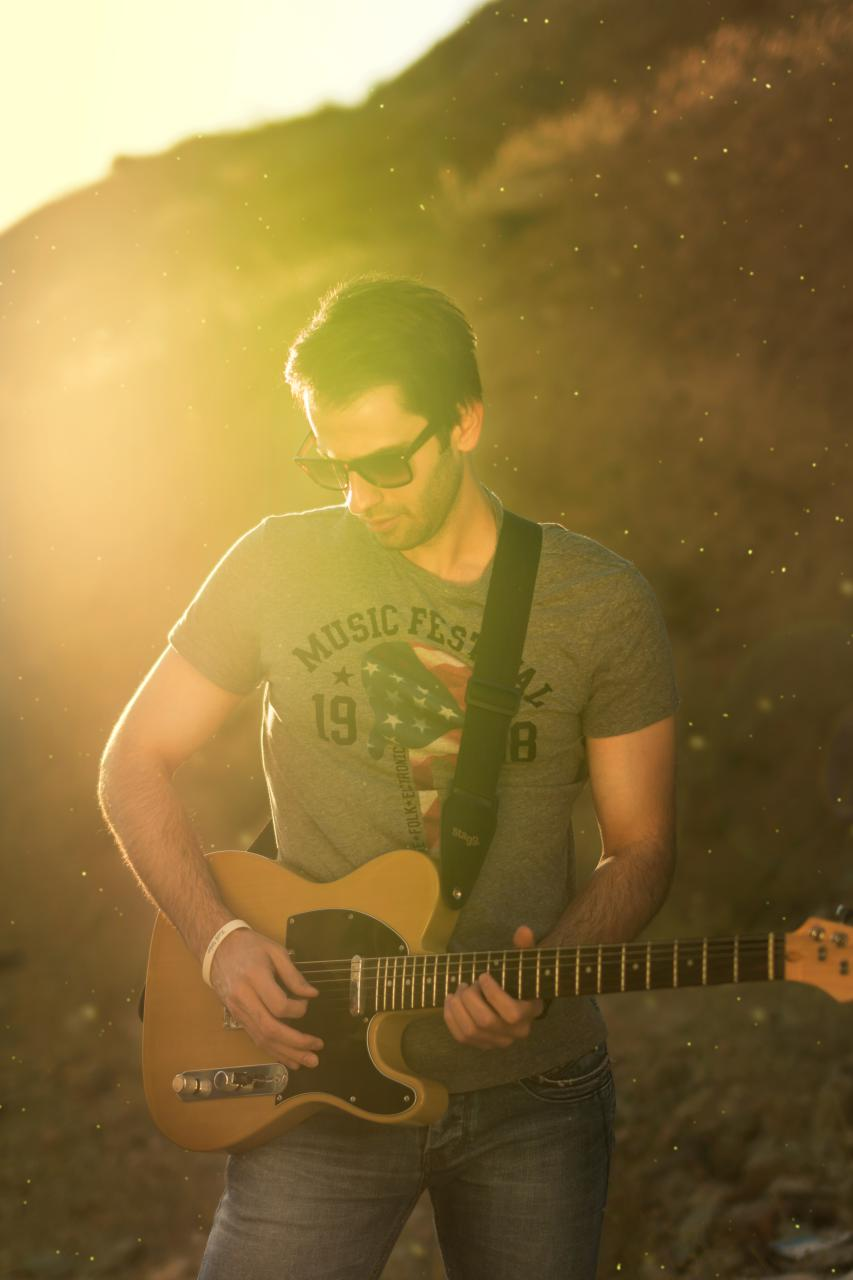
نمونه شعله عدسی در تصویر در یک پرتره. 50 میلی متر در f1.4
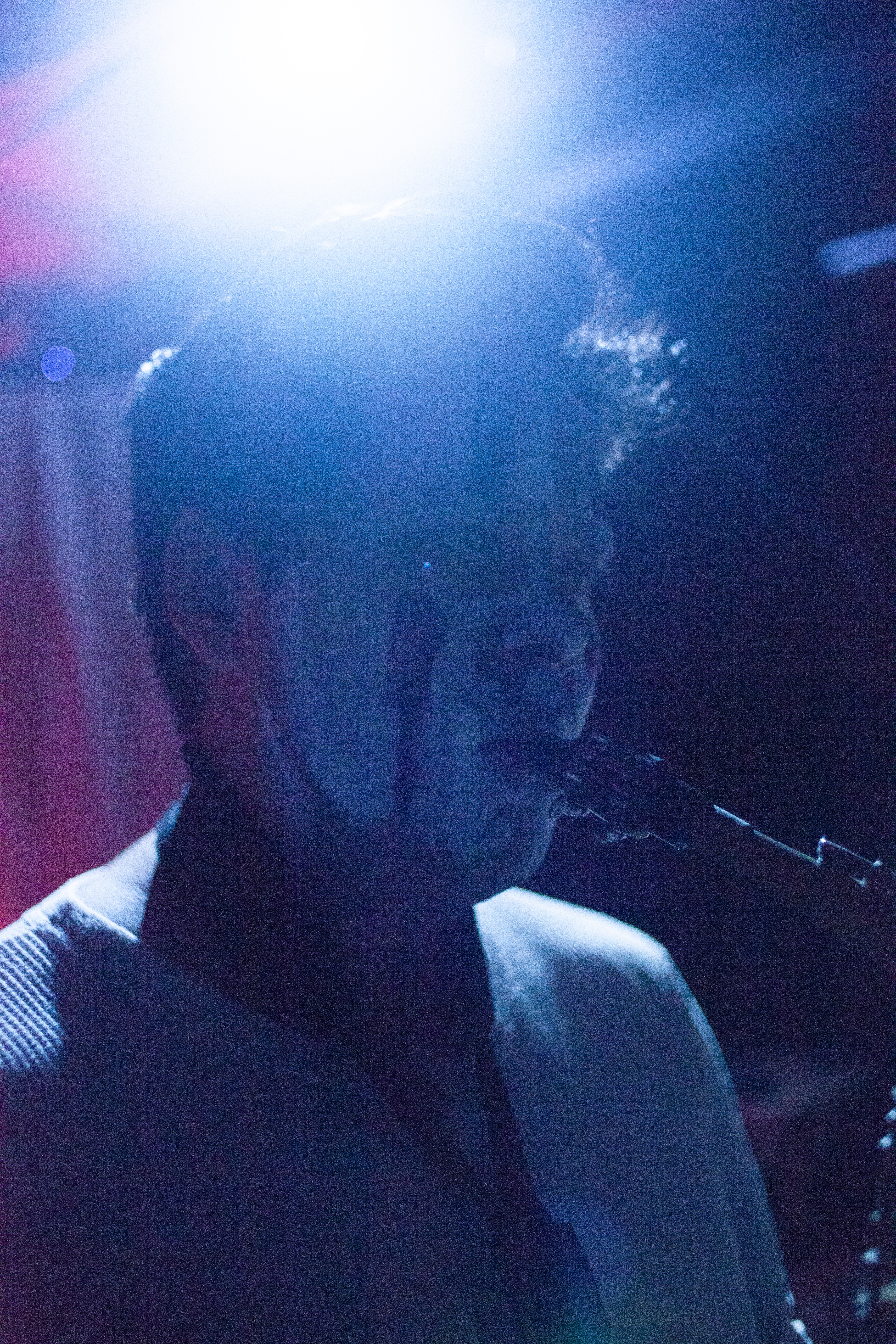
شعله عدسی بر روی آنتونی لیونگ با استفاده از نورپردازی تئاتر در طول تئاتر Stairwell Oresteia - بروکلین، نیویورک، ۲۰۱۹
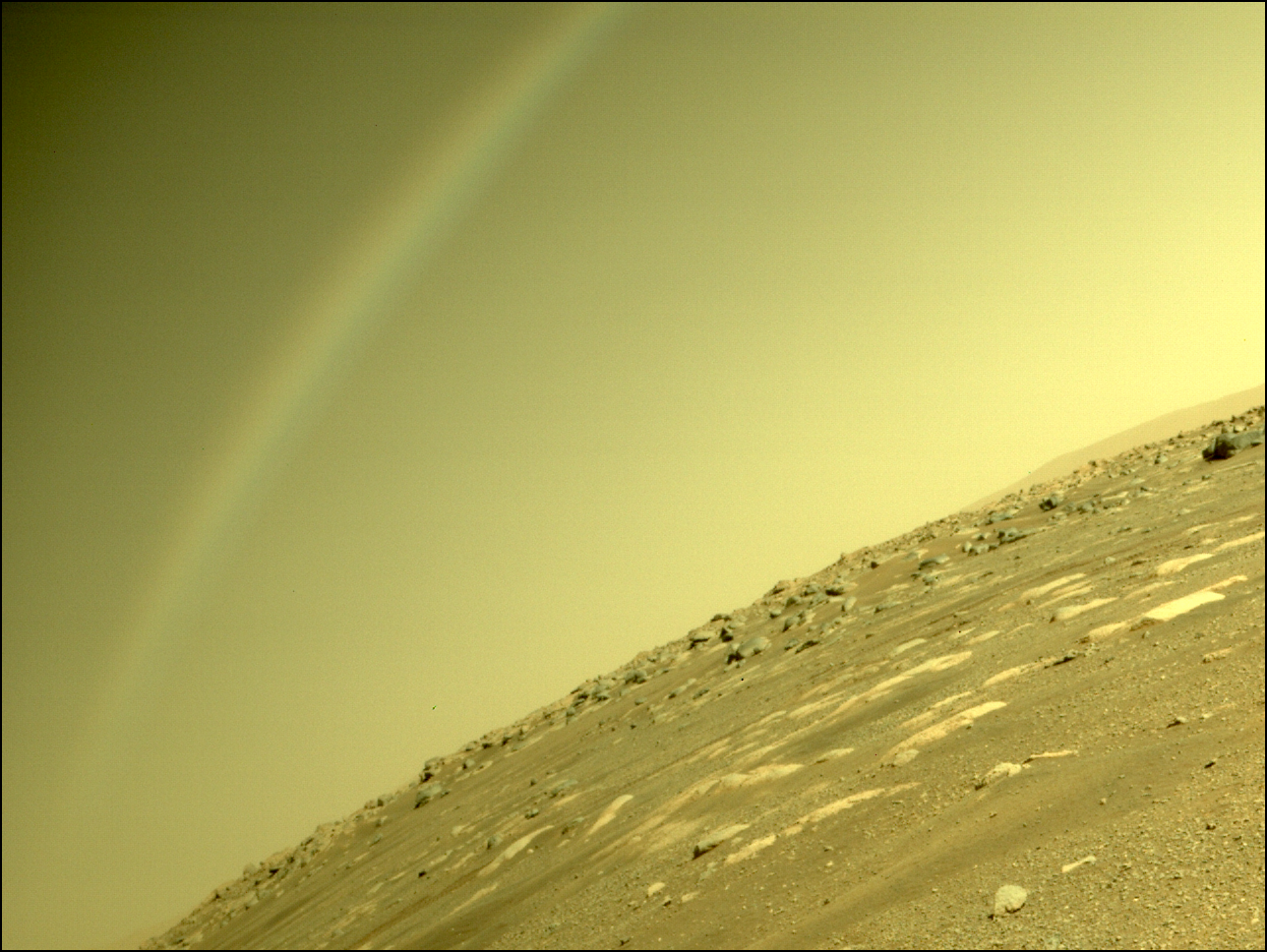
بسیاری شعله عدسی به تاریه ۴ آوریل ۲۰۲۱ در مریخ را که در عکس مریخ نورد مریخ‌نورد استقامت ظاهر می‌شود، با رنگین کمان اشتباه گرفتند تا اینکه ناسا این موضوع را روشن کرد.